# Hammadi Henia
Pour les articles homonymes, voir Henia.
Hammadi Henia, né le 27 octobre 1933 à Sousse, est un footballeur tunisien qui s'est illustré très tôt avant de passer au statut professionnel puis de devenir entraîneur.

## Biographie
Issu d'une famille sportive, ses frères aînés Mezri et Habib et cadets Kamel et Mohsen sont footballeurs. Hammadi signe à l'âge de treize ans sa première licence au Club sportif de Hammam Lif (CSHL), le grand club de l'époque beylicale, et se fait vite remarquer par son talent et sa technique qui lui permettent de remporter le concours du meilleur jeune footballeur à deux reprises en 1950 et 1951. Ce concours permet alors à son lauréat de représenter le pays pour la finale en France. Il est donc repéré et sollicité par l'AS Monaco et, malgré l'opposition de son club et de sa famille, il accepte l'offre.
Toutefois, il éprouve des difficultés à s'imposer et sera transféré au SO Montpellier. De retour à Tunis en 1959, il est recruté par l'Union sportive tunisienne (UST) où il connaît une belle carrière qui lui permet de retrouver l'équipe nationale, alors sous la direction d'André Gérard, et de remporter notamment la coupe arabe des nations.
En 1965, il émigre en Algérie où il rejoint les rangs de l'Union sportive madinet Bel Abbès avant de terminer sa carrière dans son club d'origine. Il devient par la suite entraîneur sans grand succès, ce qui l'amène à se consacrer aux affaires avec davantage de réussite, tout en restant proche de son club.

Il relate l'ensemble de sa carrière au journal Le Sport et en donne le récit suivant : 
« J'ai débuté avec les minimes du CSHL. J'avais eu comme entraîneurs Androf, Orsini (qui était à l'époque entraîneur de la sélection de Tunisie), Lombardo et autres... À 19 ans, tout en étant junior, j'ai joué dans la grande équipe du CSHL lors d'un match comptant pour les quarts de finale de la coupe d'Afrique du Nord contre le Widad de Casablanca que nous avons battu par 2-0 (2 penalties de Aïssa). C'était d'ailleurs mon seul et unique match avec l'équipe seniors du CSHL. Par la suite, étant chômeur et ayant abandonné mes études, j'ai décidé de répondre à une offre de Monaco mais, comme le président du CSHL Slaheddine Bey ne voulait pas de mon départ, je suis parvenu à m'enfuir et à partir en France. C'était en 1952. On avait alors écrit dans les journaux que Henia a été enlevé par Monaco. Mon essai avec le club monégasque fut concluant. Je me rappelle encore ma première rencontre officielle avec Monaco, c'était contre Bordeaux, nous avons perdu par 4-3 mais j'ai marqué un but que la presse française a longuement commenté [...] À l'indépendance de la Tunisie, je suis revenu et j'ai signé au CSHL. Seulement je n'ai pas pu jouer car il me fallait l'autorisation de mon ancien club qui exigea le rachat de mon contrat. Je suis resté deux ans sans jouer. C'est en 1958 que je répondis à l'appel de l'UST qui était disposé à indemniser mon ancien club. En 1964, je partis pour le club algérien USM Bel-Abbès que j'ai pu hisser de la troisième à la première division. En 1969, je décrochai mon diplôme d'entraîneur à l'INS de Paris (sous la direction de Georges Boulogne). »
Après avoir entraîné l'UST, il est à nouveau rappelé par l'USM Bel-Abbès comme entraîneur mais, à la demande des supporters, il joue aussi quelques matchs.

## Style de jeu
Hammadi Henia est un attaquant plutôt petit (1,65 m) et solide sur ses jambes. Ses points forts sont ses dribbles courts, la précision et la puissance de son tir ainsi que sa vivacité et ses corners.

## Parcours
- 1946-1952 : joueur au Club sportif de Hammam Lif (catégorie juniors)
- 1953-1955 : joueur à l'AS Monaco (20 matchs et 2 buts)
- 1955-1959 : joueur au SO Montpellier
- 1959-1965 : joueur à l'Union sportive tunisienne (84 matchs et 54 buts)
- 1965-1969 : joueur à l'Union sportive madinet Bel Abbès
- 1967-1969 : joueur au Club sportif de Hammam Lif (30 matchs et 2 buts)
- 1969-1970 : entraîneur de l'Union sportive tunisienne
- 1970-1971 : entraîneur de l'Union sportive madinet Bel Abbès
- 1971-1973 : entraîneur de l'Union sportive monastirienne
- 1973-1977 : entraîneur de l'Union sportive tunisienne
- 1977-1978 et 1979-1980 : entraîneur de l'Association Mégrine Sport
- 1979-1980 : entraîneur de l'équipe de Tunisie olympique

## Carrière en équipe nationale
- Pré-sélectionné le 30 décembre 1956 contre l'Admira Vienne (4-1)
- International de 1961 à 1963 (18 sélections et 8 buts)